# Adolf Mayer (Agrarwissenschaftler)

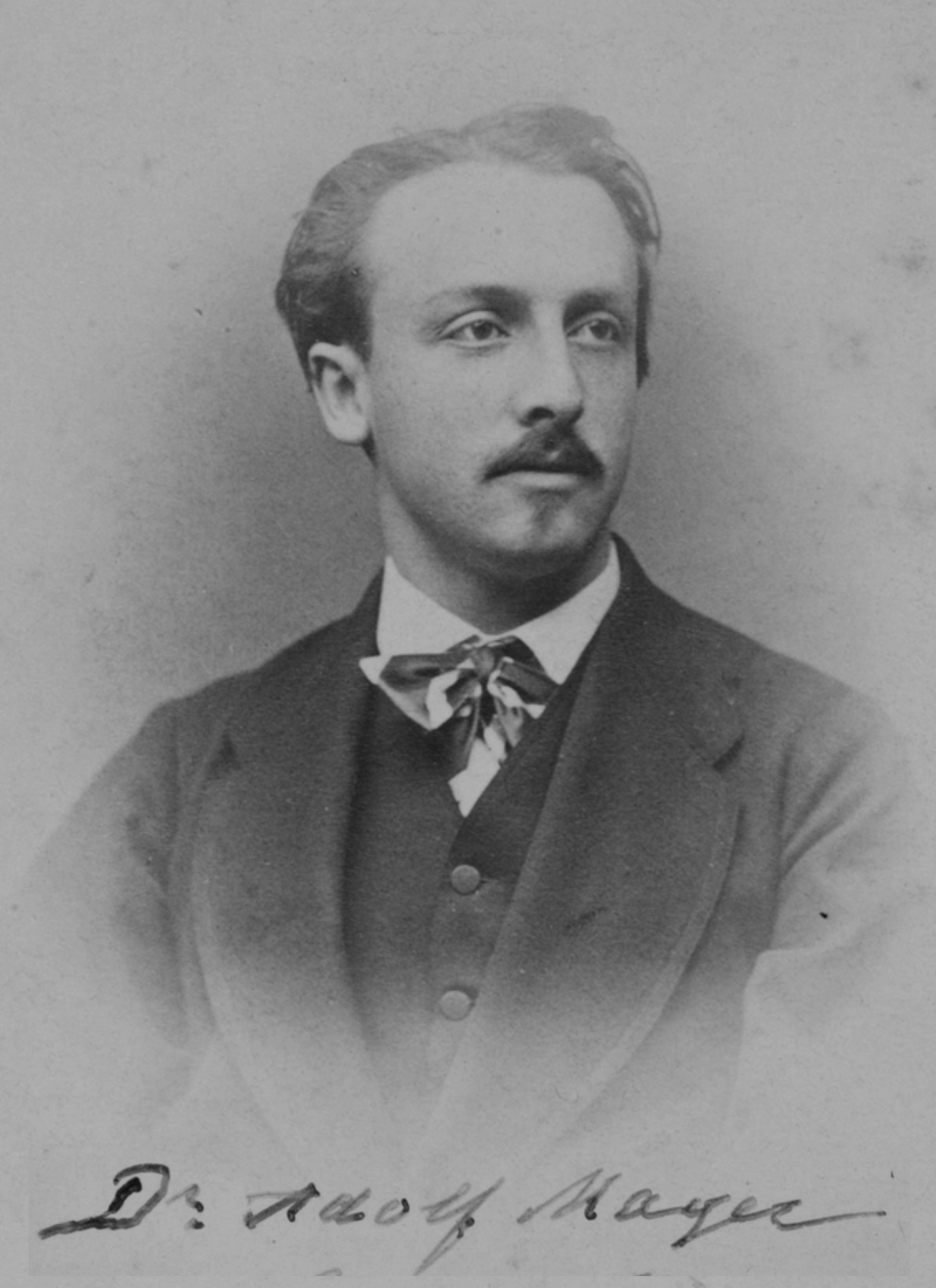
Adolf Mayer 1875 bei der Ernennung zum a.o. Professor

Adolf Eduard Mayer (* 9. August 1843 in Oldenburg (Oldb); † 25. Dezember 1942 in Heidelberg) war ein deutscher Agrikulturchemiker. Er gilt als einer der Pioniere der Virologie.

## Leben
Adolf Mayer wurde im Jahr 1843 in Oldenburg als erster Sohn des Gymnasiallehrers Karl August Mayer (1808–1894) geboren. Seine Mutter Luise Julie war eine Tochter des Chemikers Leopold Gmelin. Mayer besuchte zuerst das Lyzeum in Mannheim. Da er sich schon in seiner Jugend sehr für Naturwissenschaften interessierte, wechselte er später auf die Höhere Bürgerschule zu Mannheim und machte im Jahr 1860 seinen Abschluss. Von 1860 bis 1862 studierte er Mathematik und Chemie (unter anderem bei Karl Weltzien) an der Technischen Hochschule in Karlsruhe. 1862 immatrikulierte er sich an der Universität Heidelberg, an der er im Jahr 1864 mit summa cum laude in den Fächern Chemie, Physik und Mathematik promovierte.

### Erste Studien
Nach Stationen in Gent (6 Monate im Jahr 1864 bei August Kekulé) und Erfahrungen in chemischen Fabriken in Belgien kehrte Mayer nach Deutschland zurück. Dort arbeitete er von 1865 bis 1866 als Assistent an der Universität Halle, an der er sich unter dem Einfluss des bekannten Agrarwissenschaftlers Julius Kühn mit landwirtschaftlichen Studien beschäftigte. Von 1867 bis 1868 war er Assistent an der Landwirtschaftlichen Versuchsstation Karlsruhe. An dieser forschte er über die „Produktion von organischer Pflanzensubstanz bei Ausschluss der Lichtstrahlen“.

### Rückkehr nach Heidelberg
Im Jahr 1869 habilitierte er in Heidelberg mit dem Thema Untersuchungen über die alkoholische Gährung, den Stoffbedarf und Stoffumsatz der Hefepflanze. Gutachter dieser Arbeit waren unter anderem der Botaniker Wilhelm Hofmeister sowie der Chemiker Robert Wilhelm Bunsen. 1872 heiratete er in Heidelberg Johanna Maria Sofie Kolligs (1853–1938), mit der er vier Kinder hatte. Nach der Habilitation arbeitete Mayer zuerst als Privatdozent an der Universität Heidelberg. Erst im Jahr 1875 wurde er zum Professor ernannt. In dieser Zeit in Heidelberg liegt der Schwerpunkt im Schaffen Mayers. Im Jahr 1869 hatte Mayer sein Werk über Das Düngerkapital und der Raubbau veröffentlicht. Dieses widerlegte die Raubbautheorie Justus von Liebigs und brachte Mayer viel Missgunst in Teilen der damaligen Chemikerkreise ein. Außerdem schrieb Mayer in dieser Zeit sein Hauptwerk Lehrbuch der Agrikulturchemie, welches ein Grundlagenwerk des gesamten Sektors darstellte.

## Arbeit in den Niederlanden
Nach einigen Jahren in Heidelberg ging Mayer im Jahr 1876 als Lehrer für Agrikulturchemie und Agrikulturtechnologie an die landwirtschaftliche Hochschule in Wageningen, Niederlande. 1877 wurde Mayer Direktor der kurz zuvor gegründeten Staatsversuchsstation, an der er von 1882 bis 1886 vor allem Pionierarbeit über die Tabakmosaikkrankheit leistete. 1886 wurde er zum Mitglied der Staatlichen Kommission für die Untersuchung des Zustandes der Landwirtschaft in den Niederlanden ernannt.

### Tabakmosaikkrankheit

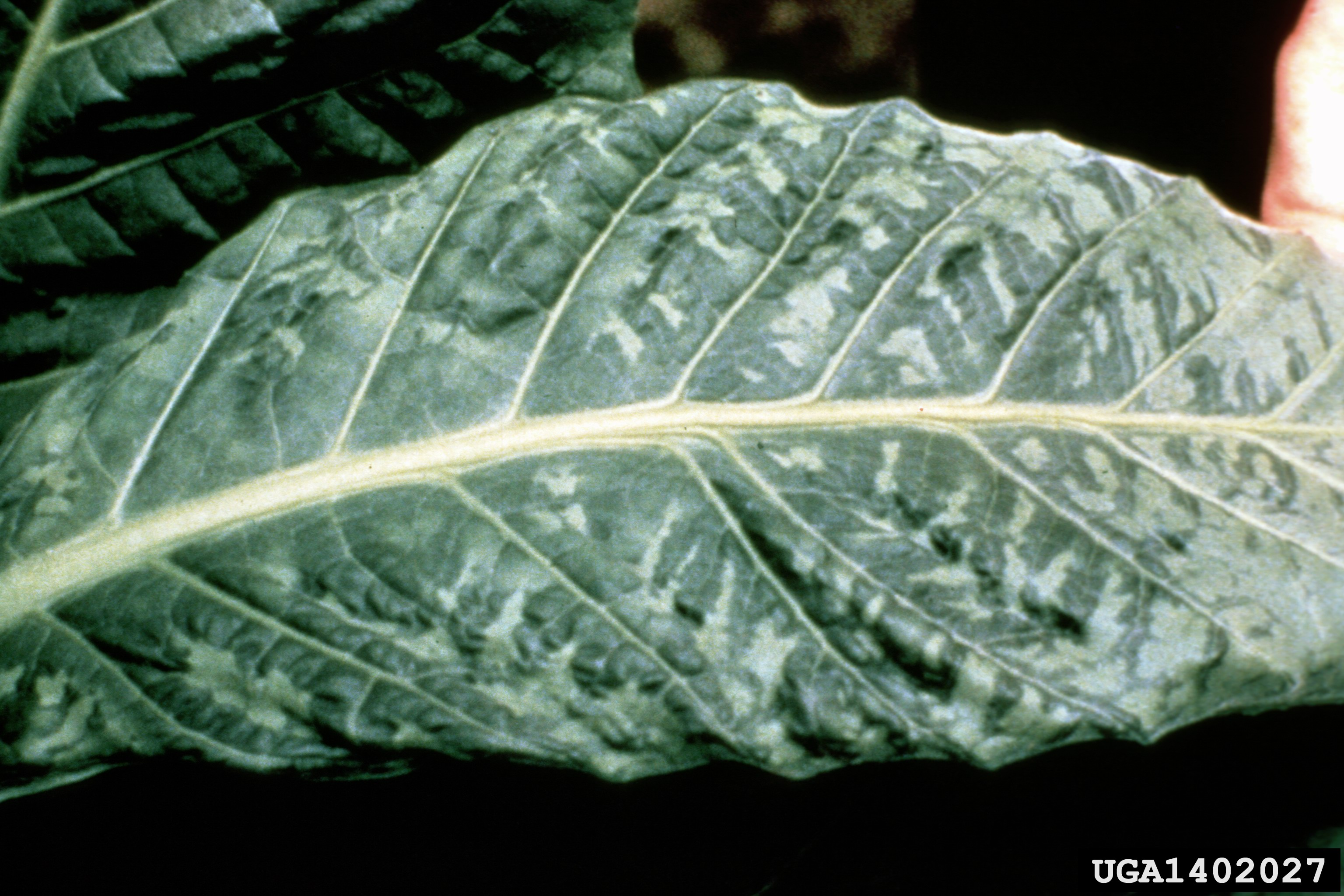
Von der Tabakmosaikkrankheit befallenes Tabakblatt

Mitte des 19. Jahrhunderts breitete sich in den Niederlanden eine Pflanzenkrankheit aus, welche zu einer gesprenkelt schwarz-hellen Musterung auf Pflanzenblättern und zu Ernteausfällen im holländischen Tabakanbau führte. Mayer wurde 1879 von den ansässigen Bauern auf diese Krankheit aufmerksam gemacht und widmete sich fortan diesem Phänomen. In der Gronings Tijdschrift voor Landbouwkunde benannte Mayer die Verfärbungen 1882 erstmals Tabakmosaikkrankheit. Die Tabakmosaikkrankheit wird von einem Virus verursacht. Viren waren allerdings zu dieser Zeit gänzlich unbekannt, und Mayer leistete Pionierarbeit bei ihrer Erforschung. Er untersuchte die betroffenen Pflanzen, konnte aber weder Pilze noch Bakterien in Filtraten finden. Auf Grund der geringen Größe von Viren waren diese für Mayer in den damaligen Lichtmikroskopen schlicht nicht sichtbar.
Mayer stellte ein Filtrat des Pflanzensaftes her und injizierte es gesunden Tabakpflanzen. Diese zeigten daraufhin ebenfalls die Symptome der Krankheit. Er schloss daraus, dass es sich nicht um eine Erbkrankheit handelte und sich der Erreger der Krankheit im Filtrat befinden müsse. Mayer hatte mit diesem Experiment unwissentlich die erste virale Transmission durchgeführt. Jedoch kam Mayer zu einem falschen Schluss: Er machte kleine Bakterien für die Krankheit verantwortlich.
In den folgenden Jahren beschäftigten sich Dmitri Iossifowitsch Iwanowski und Mayers früherer Kollege Martinus Willem Beijerinck intensiver mit dem Erreger. Beijerinck entdeckte unter anderem die Ultrafiltrierbarkeit des Erregers. Erst im Jahr 1935 konnte das Virus isoliert und kristallisiert werden.

## Letzte Jahre und Wirken

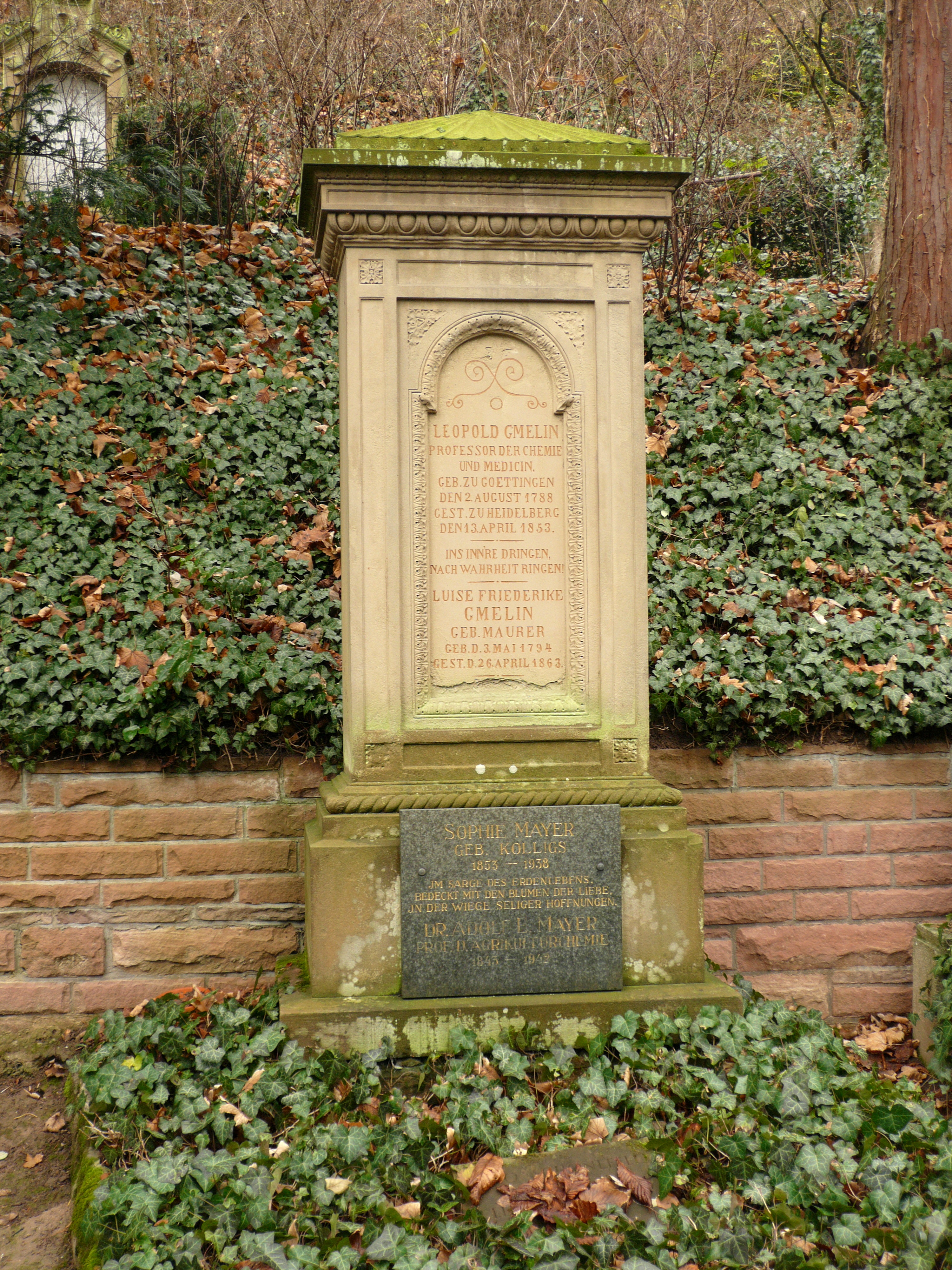
Adolf Mayer und seine Frau Sophie Mayer geb. Kolligs teilen die Grabstätte mit Mayers Großeltern Leopold und Luise Gmelin

Nach seiner Pensionierung 1903 kehrte Mayer nach Heidelberg zurück. Neben naturwissenschaftlichen Publikationen veröffentlichte er vor allem in dieser Zeit (teilweise unter dem Pseudonym Eduard Maydolf) zahlreiche Werke mit ökonomischen und philosophischen Inhalten. Insgesamt liegen von ihm über 220 Publikationen vor. Mayer starb am 25. Dezember 1942 in Heidelberg im Alter von 99 Jahren.

## Ehrungen
- 1920 Ehrendoktor an der Hochschule für Bodenkultur Wien
- 1923 Ehrendoktor an der Landwirtschaftlichen Hochschule Berlin
- 1924 Mitglied der Akademie der Wissenschaften in Heidelberg
- 1926 Ehrendoktor an der Landbouwhogeschool Wageningen

## Werke (Auswahl)
- Das Düngerkapital und der Raubbau: Eine wirthschaftliche Betrachtung auf naturwissenschaftlicher Grundlage, Heidelberg, 1869 (Digitalisat und Volltext im Deutschen Textarchiv, Digitalisat)
- Lehrbuch der Agrikulturchemie in vierzig Vorlesungen, 2 Bde., Heidelberg, 1871
- Der Kapitalismus in der Gelehrtenwelt. In: Sammlung von Vorträgen für das deutsche Volk, VI, 7. Heidelberg, 1881 (Digitalisat und Volltext im Deutschen Textarchiv)
- Die Lehre von den chemischen Fermenten oder Enzymologie, Heidelberg, 1882
- Ueber die Mosaikkrankheit des Tabaks. Die landwirtschaftlichen Versuchsstationen 32, 451-467, 1886